# Veiviržėnai
Veiviržėnai je městys v západní části Litvy, v Žemaitsku, v Klaipėdském kraji, okres (litevsky savivaldybė) Klaipėda, na křižovatce silnic (Klaipėda) – Pėžaičiai – Judrėnai a Vėžaičiai – Daukšaičiai – Švėkšna; (z Veiviržėnů vede ještě silnice do Endriejava), městečko leží 18 km na jihovýchod od okresního města Gargždai, po obou stranách řeky Veiviržas (větší část na pravém břehu), 1 km na sever od jejího soutoku s řekou Upita. Od roku 1639 zde stojí dřevěný katolický kostel sv. Matouše se zděnou zvonicí. Také je zde gymnázium (od roku 2005), při něm muzeum historie, filiálka knihovny J. Lankutise, dále pošta (PSČ LT-96026), poliklinika, lékárna, služebna policie, soukromé veterinární a dřevozpracující podniky, kavárna, bar, obchodní centrum a prodejna. Na levém břehu Veivirže, při severním okraji městečka stojí hradiště Veiviržėnų piliakalnis. Významnou událostí bývá každoroční pouť sv. Maří Magdalény (koncem července).

## Minulost městečka
Veiviržėnai jsou v historických dokumentech zmiňovány od 13. století. V 15. století je zmiňován dvůr. V roce 1565 bylo ve vsi Veiviržėnai 20 rodin, které vlastnily 299 ha polností. Jako městečko byly poprvé zmíněny v roce 1641, tehdy zde bylo 8 ulic; v roce 1737 již 28 ulic. V roce 1754 August III. Polský městečku udělil právo pořádat každotýdenní trh a o 13 let později ještě čtyři jarmarky.

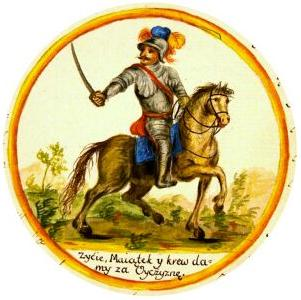
Původní městský znak z roku 1792

V roce 1784 bylo ve Veiviržėnech 62 usedlostí (z nich 23 patřily Židům), židovská synagoga, útulek. V roce 1792 získaly Veiviržėnai Magdeburské právo a městský znak. 

## Významní rodáci
- Raimondas Leopoldas Idzelis, Doc. RNDr. (* 16. 6. 1944)
- Regina Jonušytė, doktorka zemědělských věd
- Liudvikas Juraška, zavedl pěstování japonských magnolií v Litvě
- Petras Lapė (* 31. 8. 1924), architekt
- Valdonė Sausaitytė-Karaliūnienė, (* 25. 2. 1957), tvoří látkové loutky pro divadlo
- Teodoras Šimkevičius, (* 28. 2. 1941) doktor technických věd
- Deivis Norvilas, (* 13. 6. 1980) zpěvák
- Gediminas Girdvainis, (* 19. 1. 1944), herec

## Jazykové souvislosti
Název Veiviržėnai dostaly podle jím protékajícího Veivirže přidáním přípony -ėnai. V meziválečném období, do roku 1937 byl název Veviržėnai.